# Shima, Dazu
Shima (kinesiska: 石马) är en köping i sydvästra Kina. Den ligger i stadsdistriktet Dazu i storstadsområdet Chongqing, omkring 72 kilometer väster om det centrala stadsdistriktet Yuzhong. Antalet invånare är 22 820. Befolkningen består av 10 963 kvinnor och 11 857 män. Barn under 15 år utgör 16,0 %, vuxna 15-64 år 70 %, och äldre över 65 år 12,0 %.